# Riera d'en Xuncla
La Riera d'en Xuncla és un curs fluvial de la comarca del Gironès. Neix a Montbó, a llevant de la muntanya de Rocacorba, i desemboca al riu Ter, al barri de Can Torres de Sarrià del Ter. Discorre plàcidament per una zona força planera i en un context marcadament agrícola.

## Jaciment arqueològic

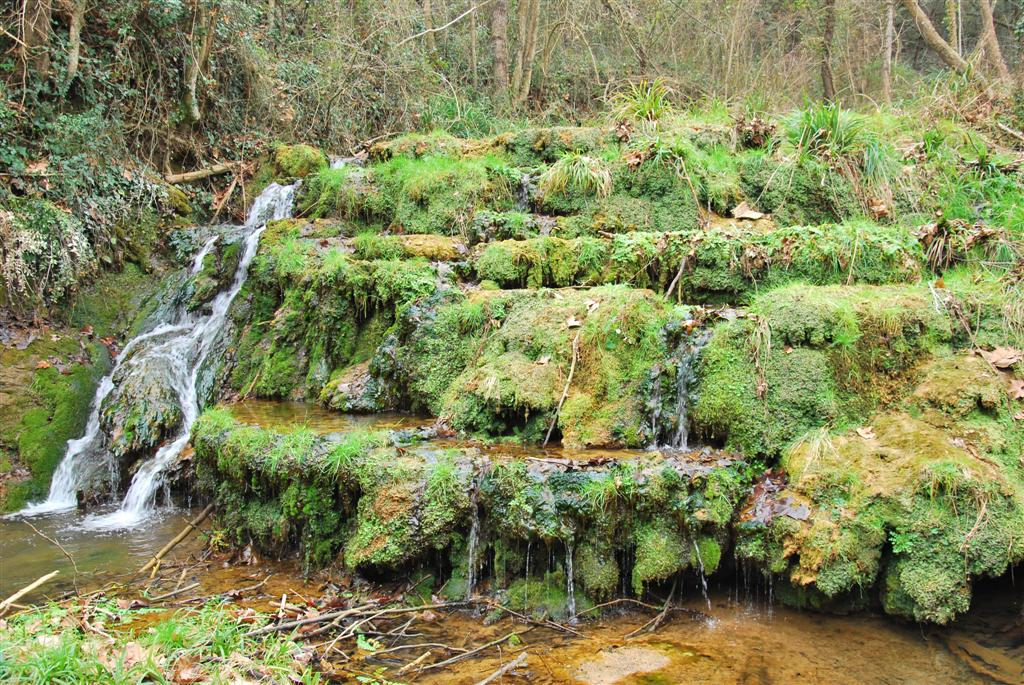
Salt de Can Joan Gros

La Riera d'en Xuncla també és un jaciment del Paleolític que es troba a Sarrià de Ter (Gironès), declarat Bé cultural d'interès local.
El maig de 1980, membres de l'Associació Arqueològica de Girona hi van trobar tres peces lítiques i van suposar que hi havia un jaciment arqueològic d'una explotació agropecuària prehistòrica. En altres sortides dutes a terme a la mateixa zona no trobaren cap més material. Actualment aquesta troballa s'atribueix a materials aportats puntualment per la riera.

## Afluents
- Torrent de Riudelleques
- Clot de Can Sopa
- Clot de Molleres